# Carex azuayae
Espèce
Classification phylogénétique
Statut de conservation UICN

 EN B1ab(iii) : En danger
Carex azuayae est une espèce de plantes du genre Carex et de la famille des Cyperaceae.
Cette espèce est endémique de l'Équateur. Elle pousse sur les prairies de haute altitude.